# Smilde
Smilde is een dorp en de naam van een voormalige gemeente en een voormalig waterschap in de provincie Drenthe. Het dorp Smilde vormde tot 1998 het centrale dorp van een aantal kleine dorpskernen: Bovensmilde, Smilde, Hijkersmilde en Hoogersmilde.
Smilde is gesitueerd aan beide zijden van de Drentsche Hoofdvaart, ten zuidzuidwesten van Assen. Het is een typisch voorbeeld van een lintdorp, met een lengte van circa 15,5 kilometer.
Sinds de gemeentelijke herindeling van 1998 zijn Bovensmilde, Smilde, Hijkersmilde en Hoogersmilde ingedeeld bij de gemeente Midden-Drenthe.

## Geschiedenis
- Meerdere archeologische vondsten, waaronder restanten van veenwegen, geven aan dat er in de directe omgeving van Smilde al in de nieuwe steentijd mensen woonden.
- Op de grens van Bovensmilde en Veenhuizen ligt het Esmeer, een voorbeeld van een pingoruïne, het overblijfsel van een geologisch verschijnsel uit de ijstijd.
- In 1613 verleende de Drentse overheid concessies voor de afgraving van de Smildervenen. De vervening kwam echter pas rond 1630 op gang.
- Van 1767 tot 1771 werd het graven van de Drentsche Hoofdvaart door Smilde naar Assen voltooid.
- In 1834 scheidden 38 hervormden zich af in navolging van ds. Hendrik de Cock. Op 14 november 1834 werd in Smilde de Acte van afscheiding van 1834 getekend door 38 lidmaten. Luitsen Dijkstra werd door de kerkenraad in Ulrum aangesteld als oefenaar in Smilde. Op 19 november 1834 werd in de schuur van Jan Lamberts Dik de eerste christelijke afgescheiden gemeente in Drenthe een feit.
- In 1850 telde de toenmalige gemeente Smilde, met een oppervlakte van 64 km², 4593 inwoners[2].
- Jasper Klijn uit Smilde nam omstreeks 1850 het initiatief tot de aanleg van het Oranjekanaal dat aansluit aan de Drentsche Hoofdvaart. Het Drentse dorp Klijndijk is naar hem vernoemd.
- In 1867 telde Smilde 5300 inwoners op 6335 bunder land.[3]
- In 1959 werd de televisietoren in Smilde in gebruik genomen. Met een hoogte van 303,5 meter is het de hoogste constructie in het noorden van Nederland. Op 15 juli 2011 stortte de stalen mast na een felle brand in, waarbij ook het bovengedeelte van de betonnen toren werd beschadigd.
- De amateurarcheoloog Tjerk Vermaning (1929-1987) en zijn vrouw woonden jarenlang in een woonboot in de Drentsche Hoofdvaart, nabij de televisietoren in Smilde. Hij vond veel vuistbijlen uit de steentijd in dit gebied. Zijn vondsten leidden tot veel controverse.
- In 1977 (23 mei) kwamen radicale aanhangers van de beweging Republik Maluku Selatan in het nieuws door de gijzeling van een basisschool in Bovensmilde. Deze gijzeling vond tegelijk plaats met de treinkaping bij De Punt.
- Op 12 oktober 2005, om 18:06 uur, werd een aardbeving waargenomen in de kernen Bovensmilde, Smilde, en Hooghalen. De beving had een kracht van ongeveer 2,5 op de schaal van Richter. In Noord-Nederland worden vaker lichte bevingen gevoeld. Die worden veroorzaakt door aardgaswinning in de provincie Groningen.

## Bezienswaardigheden
- Koepelkerk van Smilde uit 1788
- Televisietoren Smilde

## Sport
Smilde heeft zowel een voetbalclub (Smilde '94) die op Sportpark 't Kylot speelt, als een tennisclub (Kyllot). En een volleyvereniging (vv Fama) welke in de Smelthehal speelt.

## Geboren
- Berend Willinge Kymmell (1792-1871), burgemeester.
- Coenraad Wolter Ellents Kymmell (1801-1865), burgemeester.
- Jan Tymen Kymmell (1818-1903), burgemeester en notaris.
- Sijbrandus Hellinga Tonckens (1821-1882), burgemeester van Odoorn, daarna lid der Gedeputeerde staten van Drenthe.
- Carry van Bruggen (1881-1932), eigenlijk Carry van Bruggen-de Haan, zus van Jacob. Nederlands schrijfster.
- Jacob Israël de Haan (1881-1924), broer van Carry. Nederlands schrijver.
- Henny van Andel-Schipper (1890-2005), oudste inwoner van Nederland ooit en van 29 mei 2004 tot haar dood de oudste mens ter wereld. (postuum ingetrokken)
- Joachim Westrik (1890-1956), burgemeester.
- Swier Broekema (1920-2009), o.a. directeur van de Culturele Raad.
- Reint Dijkema (1920-1944), verzetsman.
- Arja Peters (1925-1996), pseudoniem van Chinny van Erven. Nederlands schrijfster.
- Jan Beijert (1928-2007), PvdA-bestuurder en columnist.
- Reinder Homan (1950), kunstenaar die tot de Noordelijke realisten wordt gerekend.
- Herbert Dijkstra (1966), Nederlands schaatser, wielrenner en sportverslaggever.
- Henriët Bosker-van der Meer (1968), Nederlands allroundkampioene schaatsen in 1989. In 2003 Zwitsers kampioene op diverse afstanden en Zwitsers allround kampioene. Deelneemster aan Worldcup-wedstrijden en het EK in 2004.